# بلمنونت (کارولینای شمالی)
بلمنونت (به انگلیسی: Bellemont) یک منطقهٔ مسکونی در ایالات متحده آمریکا است که در شهرستان المنس، کارولینای شمالی واقع شده‌است. بلمنونت  ۱۷۰٫۹۹ متر بالاتر از سطح دریا واقع شده‌است.